# Nerocila munda
Nerocila munda là một loài chân đều trong họ Cymothoidae. Loài này được Harger miêu tả khoa học năm 1873.